# Lovisaviken
Lovisaviken (finska: Loviisanlahti) är en vik i Finland. Den ligger i Lovisa stad i landskapet Nyland, i den södra delen av landet, 80 km öster om huvudstaden Helsingfors.